# Joe Stratton
Joseph F. Stratton, detto Joe (Ridgewood, 1931 – ...), è stato un cestista statunitense.

## Carriera
Dopo la carriera universitaria alla Colgate University giocò nella AAU con i Peoria Caterpillars.
Con gli Stati Uniti ha disputato il Campionato del mondo del 1954, vincendo la medaglia d'oro.